# Xeremiers de sa Calatrava
Els Xeremiers de sa Calatrava són una colla de xeremiers mallorquins fundada el 1975, formada per Pep Rotger i Pep Toni Rubio.
Tenen una trajectòria destacada i és reconeguda per la seva contribució a la música tradicional i folk de Mallorca, motiu pel qual van rebre un homenatge el 2019 durant la Setmana de la Cultura Popular de Palma. Han estat protagonistes habituals durant dècades de diverses actuacions i esdeveniments relacionats amb la cultura popular i la música d’arrel a l’illa. Diversos altres xeremiers de l'illa han estat deixebles seus.
Han participat en diversos festivals de música popular i d'arrel com el Tradicionàrius, Cornamusam i Fira Mediterrània.
Tenen publicat un LP, Xeremiers De Sa Calatrava (Blau, 1988), reeditat en format CD-Rom el 1996.